# 2002 CD251
2002 CD251, também escrito como 2002 CD251, é um objeto transnetuniano que está localizado no Cinturão de Kuiper, uma região do Sistema Solar. Este objeto é classificado como um cubewano. Ele possui uma magnitude absoluta de 7,3 e tem um diâmetro estimado com cerca de 153 km.

## Descoberta
2002 CD251 foi descoberto no dia 8 de fevereiro de 2002 pelo astrônomo Marc W. Buie.

## Órbita
A órbita de 2002 CD251 tem uma excentricidade de 0,012 e possui um semieixo maior de 42,841 UA. O seu periélio leva o mesmo a uma distância de 42,312 UA em relação ao Sol e seu afélio a 43,370 UA.